# KFNB Vd (Montanbahn)
A KFNB Vd egy tehervonati szerkocsisgőzmozdony-sorozat volt a Császári és Királyi Osztrák Államvasutaknál (németül: k.k. österreichische Staatsbahnen, kkStB), amelyek eredetileg a Ferdinánd császár Északi Vasúté (Kaiser Ferdinands Nordbahn, KFNB) voltak. Ott a Mährisch Ostrau–Dombrau Montanbahn-on teljesítettek szolgálatot.
A négy mozdonyt a Bécsújhelyi Mozdonygyár 1863-ban szállította. A KFNB az Vd sorozatba osztotta őket és a 283-286 pályaszámokat adta nekik. Ezenkívül neveket is kaptak: MÄHRISCH OSTRAU, WITKOWITZ, JAKLOWETZ és BURNIA. A mozdonyokhoz A sorozatú szerkocsikat kapcsoltak.
Az államosításkor valamennyi mozdony a kkStB-hez került, ahol 43 sorozatjelzést kaptak.
Az első világháború után a három megmaradt mozdony a Csehszlovák Államvasutakhoz (ČSD) került 312.5 sorozatként. A gépeket 1925-ben selejtezték.

## Fordítás
- Ez a szócikk részben vagy egészben  a   kkStB 43 című német Wikipédia-szócikk fordításán alapul.  Az eredeti cikk szerkesztőit annak laptörténete sorolja fel. Ez a jelzés csupán a megfogalmazás eredetét és a szerzői jogokat jelzi, nem szolgál a cikkben szereplő információk forrásmegjelöléseként.